# Neotrichaphodioides ecuadoriensis
Neotrichaphodioides ecuadoriensis är en skalbaggsart som beskrevs av Rudolph Petrovitz 1961. Neotrichaphodioides ecuadoriensis ingår i släktet Neotrichaphodioides och familjen Aphodiidae. Inga underarter finns listade i Catalogue of Life.